# Argirismo
Se llama argirismo a una enfermedad provocada por el envenenamiento de sales de plata producido por su ingestión o simplemente por el manejo de las mismas. 
El argirismo puede ser de diferentes tipos: 
- local o general, se observa en los plateros y se revela por aparecer en las manos unas manchas azules, ovales o redondas de tamaño pequeño sin trastorno alguno en el estado general.
- agudo, presenta síntomas análogos al de la ingestión de los corrosivos.
- crónico, se manifiesta por erupciones cutáneas, gastralgia y cólicos.